# Zhao Bing
Zhao Bing  (chiń. upr. 赵冰; pinyin Zhào Bīng) – chińska brydżystka, World International Master w kategorii Kobiat (WBF).

## Wyniki brydżowe

### Zawody światowe
W zawodach światowych uzyskała następujące rezultaty.
| Mistrzostwa Świata. Konkurencja teamów | Mistrzostwa Świata. Konkurencja teamów | Mistrzostwa Świata. Konkurencja teamów     | Mistrzostwa Świata. Konkurencja teamów | Mistrzostwa Świata. Konkurencja teamów | Mistrzostwa Świata. Konkurencja teamów |
| Rok                                    | Miejsce                                | Zawody                                     | Kategoria                              | Drużyna                                | Pozycja                                |
| -------------------------------------- | -------------------------------------- | ------------------------------------------ | -------------------------------------- | -------------------------------------- | -------------------------------------- |
| 2014                                   | Sanya                                  | 14. Seria Mistrzostw Świata                | Kobiety                                | China Orange Team                      | 5                                      |
| 2014                                   | Stambuł                                | 15. Drużynowe Mistrzostwa Świata Młodzieży | Dziewczęta                             | China                                  | 2                                      |
| 2012                                   | Taicang                                | 14. Drużynowe Mistrzostwa Świata Młodzieży | Dziewczęta                             | China                                  | 5                                      |
| 2007                                   | Szanghaj                               | 38. Mistrzostwa Świata Teamów              | Trans                                  | Shanghai Youth 2                       | 136                                    |

| Mistrzostwa Świata. Konkurencja par | Mistrzostwa Świata. Konkurencja par | Mistrzostwa Świata. Konkurencja par | Mistrzostwa Świata. Konkurencja par | Mistrzostwa Świata. Konkurencja par | Mistrzostwa Świata. Konkurencja par |
| Rok                                 | Miejsce                             | Zawody                              | Kategoria                           | Partner                             | Pozycja                             |
| ----------------------------------- | ----------------------------------- | ----------------------------------- | ----------------------------------- | ----------------------------------- | ----------------------------------- |
| 2014                                | Sanya                               | 14. Seria Mistrzostw Świata         | Kobiety                             | Chen Yiyi                           | 28                                  |

## Klasyfikacja
- Zhao Bing – klasyfikacja WBF (ang.)